# Mimastra gracilicornis
Mimastra gracilicornis es una especie de insecto coleóptero de la familia Chrysomelidae.
Fue descrita científicamente en 1889 por Jacoby.